# عضاضات مختلطة
العضاضات المختلطة (تسمية ثنائية:†Mixodectidae) هي فصيلة منقرضة من الثدييات المشيمية آكلة الحشرات تتبع رتبة أدميات الأجنحة. نشأت العضاضات المختلطة في أواخر العصر الطباشيري وعاشت حتى فترة الباليوسين في أوروبا وأمريكا الشمالية.

## التصنيف والتطور
- رتبة أدميات الأجنحة
  - فصيلة †العضاضات المختلطة?
    - †السارق التنيني
      - †Dracontolestes aphantus

    - †Eudaemonema
      - †Eudaemonema cuspidata

    - †العضاض المختلط
      - †Mixodectes pungens
      - †Mixodectes malaris